# Sân bay quốc tế Venustiano Carranza
Sân bay quốc tế Venustiano Carranza (IATA: LOV, ICAO: MMMV) là một sân bay quốc tế ở Monclova, Coahuila, México, gần biên giới với Hoa Kỳ. Sân bay này được đặt tên theo tổng thống Venustiano Carranza. Sân bay này có 2 đường cất hạ cánh dài 2100 m và 1458 m rải asphalt.

## Các hãng hàng không
- Continental Airlines
  - Continental Express được vận hành bởi ExpressJet Airlines (Houston-Intercontinental) [kết thúc từ ngày 3 tháng 9]